# 拉延·謝爾基
馬蒂斯·拉延·謝爾基（法語：Mathis Rayan Cherki；2003年8月17日—），阿爾及利亞裔法國職業足球員，司職進攻中場，現效力英超俱樂部曼城。曾為各級法國青年國家隊隊員。

## 早年生活
謝爾基在2003年8月17日出生於里昂第三區，父母皆為阿爾及利亞裔，其父親法布里斯（Fabrice）擁有意大利血統，他的奶奶為從意大利南部第二大城巴里來到法國的移民。

## 俱樂部生涯

### 里昂
謝爾基出身自里昂的青訓學院，他在15歲時便與該球隊在法國全國乙組聯賽比賽的預備隊效力。2019年7月7日，謝爾基與里昂簽下其人生第一份職業合約，為期四年。同年10月19日，他在0–0打平迪安的法甲比賽中首次登場。在2019–20歐洲青年聯賽射入四球後，謝爾基在2019年11月27日對上澤尼特的比賽中，以16歲102天之齡達成其首次歐聯亮相，於74分鐘替補麥克斯韋爾·科爾內上陣，惜球隊最終以0–2敗北。
2020年1月4日，謝爾基在對上布爾格的法國盃比賽射入其成年隊首球，助球隊以7–0狂勝，此球也使他以16歲140天之齡成為里昂史上最年輕的一線隊進球球員。兩星期後，他在同為法國盃的賽事中參與所有進球，包括梅開二度，並獻上兩次助攻，助里昂以4–3險勝南特。
2020年8月19日，謝爾基在對上拜仁慕尼黑的欧冠準決賽中，於73分鐘代替費爾南多·馬薩爾上場，他亦憑此成為歐聯準決賽史上最年輕的上陣球員。但他未能改變里昂淨吞三蛋，只能四強出局的結局。

### 曼城
2025年6月10日，英超俱樂部曼城宣佈簽下切爾基，合約期為五年。

## 國家隊生涯
雖然有資格代表阿爾及利亞和意大利，但謝爾基還是決定為其祖國法國效力。他曾在2018年代表法國U-16參賽，在兩場對上丹麥U-16的友賽中上陣。

## 生涯數據

### 俱樂部
最後更新：2021年1月9日
| 俱樂部   | 球季     | 聯賽     | 聯賽 | 聯賽 | 盃賽 | 盃賽 | 聯賽盃 | 聯賽盃 | 州際賽 | 州際賽 | 其他 | 其他 | 總計 | 總計 |
| 俱樂部   | 球季     | 聯賽     | 上陣 | 進球 | 上陣 | 進球 | 上陣   | 進球   | 上陣   | 進球   | 上陣 | 進球 | 上陣 | 進球 |
| -------- | -------- | -------- | ---- | ---- | ---- | ---- | ------ | ------ | ------ | ------ | ---- | ---- | ---- | ---- |
| 里昂     | 2019–20  | 法甲     | 6    | 0    | 3    | 3    | 2      | 0      | 2      | 0      | —    | —    | 13   | 3    |
| 里昂     | 2020–21  | 法甲     | 14   | 0    | 0    | 0    | —      | —      | —      | —      | —    | —    | 14   | 0    |
| 生涯總計 | 生涯總計 | 生涯總計 | 20   | 0    | 3    | 3    | 2      | 0      | 2      | 0      | 0    | 0    | 27   | 3    |

## 外部連結
- Soccerway資料庫：拉延·謝爾基